# Ketketictis
Ketketictis — вимерлий рід котовидих ссавців. Скам'янілості знайдено в таких країнах: Єгипет. Описано такі види: Ketketictis solida.